# Lista över fornlämningar i Gotlands kommun (Alskog)
Lista över fornlämningar i Gotlands kommun (Alskog) är en förteckning av ett urval av de fornlämningar som finns i Alskog i Gotlands kommun.
| Namn                                   | Lämningstyp                      | Tillkomsttid | Historisk indelning | Plats | Läge                 | ID-nr          | Bild                                      |
| -------------------------------------- | -------------------------------- | ------------ | ------------------- | ----- | -------------------- | -------------- | ----------------------------------------- |
| Alskog 1:1                             | Röse                             |              | Alskog, Gotland     |       | 57.317969, 18.642852 | 10089400010001 | Ladda upp en bild av detta fornminne      |
| Alskog 1:2                             | Grav markerad av sten/block      |              | Alskog, Gotland     |       | 57.317869, 18.642581 | 10089400010002 | Ladda upp en bild av detta fornminne      |
| Alskog 2:1                             | Stensättning                     |              | Alskog, Gotland     |       | 57.319494, 18.644465 | 10089400020001 | Ladda upp en bild av detta fornminne      |
| Alskog 3:1                             | Stensättning                     |              | Alskog, Gotland     |       | 57.319631, 18.647934 | 10089400030001 | Ladda upp en bild av detta fornminne      |
| Alskog 7:1                             | Stenkrets                        |              | Alskog, Gotland     |       | 57.327012, 18.650103 | 10089400070001 | Ladda upp en bild av detta fornminne      |
| Alskog 7:2                             | Stensättning                     |              | Alskog, Gotland     |       | 57.326849, 18.649439 | 10089400070002 | Ladda upp en bild av detta fornminne      |
| Alskog 7:3                             | Stenkrets                        |              | Alskog, Gotland     |       | 57.326790, 18.649695 | 10089400070003 | Ladda upp en bild av detta fornminne      |
| Alskog 7:4                             | Grav markerad av sten/block      |              | Alskog, Gotland     |       | 57.326940, 18.649593 | 10089400070004 | Ladda upp en bild av detta fornminne      |
| Alskog 8:1                             | Gravfält                         |              | Alskog, Gotland     |       | 57.328126, 18.650666 | 10089400080001 | Ladda upp en bild av detta fornminne      |
| Gålrums gravfält (Alskog 9:1)          | Gravfält                         |              | Alskog, Gotland     |       | 57.330887, 18.657034 | 10089400090001 | Ladda upp en till bild av detta fornminne |
| Alskog 9:2                             | Bildristning                     |              | Alskog, Gotland     |       | 57.330612, 18.657743 | 10089400090002 | Ladda upp en bild av detta fornminne      |
| Alskog 10:1                            | Stensättning                     |              | Alskog, Gotland     |       | 57.332603, 18.658816 | 10089400100001 | Ladda upp en bild av detta fornminne      |
| Alskog 10:2                            | Stensättning                     |              | Alskog, Gotland     |       | 57.332847, 18.658472 | 10089400100002 | Ladda upp en bild av detta fornminne      |
| Alskog 11:1                            | Husgrund, förhistorisk/medeltida |              | Alskog, Gotland     |       | 57.333723, 18.659524 | 10089400110001 | Ladda upp en bild av detta fornminne      |
| Alskog 11:2                            | Husgrund, förhistorisk/medeltida |              | Alskog, Gotland     |       | 57.333832, 18.658965 | 10089400110002 | Ladda upp en bild av detta fornminne      |
| Alskog 12:2                            | Husgrund, förhistorisk/medeltida |              | Alskog, Gotland     |       | 57.334345, 18.665915 | 10089400120002 | Ladda upp en bild av detta fornminne      |
| Alskog 13:1                            | Hällristning                     |              | Alskog, Gotland     |       | 57.338483, 18.666918 | 11100000000285 | Ladda upp en bild av detta fornminne      |
| Alskog 13:2                            | Hällristning                     |              | Alskog, Gotland     |       | 57.338411, 18.666986 | 11100000000286 | Ladda upp en bild av detta fornminne      |
| Alskog 14:1                            | Gravfält                         |              | Alskog, Gotland     |       | 57.340201, 18.672222 | 10089400140001 | Ladda upp en bild av detta fornminne      |
| Alskog 15:1                            | Husgrund, förhistorisk/medeltida |              | Alskog, Gotland     |       | 57.340153, 18.673849 | 10089400150001 | Ladda upp en bild av detta fornminne      |
| Alskog 15:3                            | Husgrund, historisk tid          |              | Alskog, Gotland     |       | 57.340304, 18.674255 | 10089400150003 | Ladda upp en bild av detta fornminne      |
| Alskog 16:1                            | Grav markerad av sten/block      |              | Alskog, Gotland     |       | 57.335919, 18.659750 | 10089400160001 | Ladda upp en bild av detta fornminne      |
| Alskog 17:1                            | Husgrund, förhistorisk/medeltida |              | Alskog, Gotland     |       | 57.328710, 18.644601 | 10089400170001 | Ladda upp en bild av detta fornminne      |
| Unr 4: Staurgard (Alskog 18:1)         | Husgrund, förhistorisk/medeltida |              | Alskog, Gotland     |       | 57.335587, 18.649534 | 10089400180001 | Ladda upp en bild av detta fornminne      |
| Alskog 18:2                            | Husgrund, förhistorisk/medeltida |              | Alskog, Gotland     |       | 57.335943, 18.649993 | 10089400180002 | Ladda upp en bild av detta fornminne      |
| Alskog 19:1                            | Husgrund, förhistorisk/medeltida |              | Alskog, Gotland     |       | 57.332346, 18.644877 | 10089400190001 | Ladda upp en bild av detta fornminne      |
| Alskog 20:1                            | Hällristning                     |              | Alskog, Gotland     |       | 57.335437, 18.643862 | 11100000000287 | Ladda upp en bild av detta fornminne      |
| Alskog 27:1                            | Husgrund, förhistorisk/medeltida |              | Alskog, Gotland     |       | 57.326144, 18.628548 | 10089400270001 | Ladda upp en bild av detta fornminne      |
| Alskog 30:1                            | Stensättning                     |              | Alskog, Gotland     |       | 57.327709, 18.617899 | 10089400300001 | Ladda upp en bild av detta fornminne      |
| Alskog 30:2                            | Stensättning                     |              | Alskog, Gotland     |       | 57.327489, 18.618017 | 10089400300002 | Ladda upp en bild av detta fornminne      |
| Alskog 31:1                            | Husgrund, förhistorisk/medeltida |              | Alskog, Gotland     |       | 57.336068, 18.674466 | 10089400310001 | Ladda upp en bild av detta fornminne      |
| Alskog 31:2                            | Husgrund, förhistorisk/medeltida |              | Alskog, Gotland     |       | 57.335742, 18.674815 | 10089400310002 | Ladda upp en bild av detta fornminne      |
| Alskog 32:1                            | Stensättning                     |              | Alskog, Gotland     |       | 57.333703, 18.675136 | 10089400320001 | Ladda upp en bild av detta fornminne      |
| Alskog 32:2                            | Grav markerad av sten/block      |              | Alskog, Gotland     |       | 57.333586, 18.674942 | 10089400320002 | Ladda upp en bild av detta fornminne      |
| Alskog 32:3                            | Stensättning                     |              | Alskog, Gotland     |       | 57.333842, 18.675349 | 10089400320003 | Ladda upp en bild av detta fornminne      |
| Alskog 32:4                            | Stensättning                     |              | Alskog, Gotland     |       | 57.333988, 18.675512 | 10089400320004 | Ladda upp en bild av detta fornminne      |
| Alskog 33:1                            | Gravfält                         |              | Alskog, Gotland     |       | 57.340838, 18.681253 | 10089400330001 | Ladda upp en bild av detta fornminne      |
| Alskog 34:1                            | Husgrund, förhistorisk/medeltida |              | Alskog, Gotland     |       | 57.339199, 18.670587 | 11000000000048 | Ladda upp en bild av detta fornminne      |
| Alskog 34:2                            | Husgrund, förhistorisk/medeltida |              | Alskog, Gotland     |       | 57.339406, 18.670914 | 11000000000049 | Ladda upp en bild av detta fornminne      |
| Alskog 35:1                            | Husgrund, förhistorisk/medeltida |              | Alskog, Gotland     |       | 57.340588, 18.676021 | 10089400350001 | Ladda upp en bild av detta fornminne      |
| Alskog 35:3                            | Husgrund, förhistorisk/medeltida |              | Alskog, Gotland     |       | 57.340549, 18.675551 | 10089400350003 | Ladda upp en bild av detta fornminne      |
| Stein akar (Alskog 36:1)               | Gravfält                         |              | Alskog, Gotland     |       | 57.341044, 18.676819 | 10089400360001 | Ladda upp en bild av detta fornminne      |
| Alskog 39:1                            | Hällristning                     |              | Alskog, Gotland     |       | 57.339982, 18.650285 | 11100000000289 | Ladda upp en bild av detta fornminne      |
| Alskog 42:1                            | Hällristning                     |              | Alskog, Gotland     |       | 57.331371, 18.626311 | 11100000000291 | Ladda upp en bild av detta fornminne      |
| Alskog 56:1                            | Stensättning                     |              | Alskog, Gotland     |       | 57.347734, 18.634842 | 10089400560001 | Ladda upp en bild av detta fornminne      |
| Alskog 60:1                            | Stensättning                     |              | Alskog, Gotland     |       | 57.323079, 18.603485 | 10089400600001 | Ladda upp en bild av detta fornminne      |
| Alskog 61:1                            | Gravfält                         |              | Alskog, Gotland     |       | 57.362007, 18.661878 | 10089400610001 | Ladda upp en bild av detta fornminne      |
| Alskog 62:1                            | Gravfält                         |              | Alskog, Gotland     |       | 57.355208, 18.668256 | 10089400620001 | Ladda upp en bild av detta fornminne      |
| Alskog 64:1                            | Stensättning                     |              | Alskog, Gotland     |       | 57.345069, 18.677941 | 10089400640001 | Ladda upp en bild av detta fornminne      |
| Alskog 64:2                            | Stensättning                     |              | Alskog, Gotland     |       | 57.345148, 18.677442 | 10089400640002 | Ladda upp en bild av detta fornminne      |
| Alskog 64:3                            | Stenkrets                        |              | Alskog, Gotland     |       | 57.344900, 18.677906 | 10089400640003 | Ladda upp en bild av detta fornminne      |
| Visne (Alskog 69:1)                    | Husgrund, förhistorisk/medeltida |              | Alskog, Gotland     |       | 57.366252, 18.641283 | 10089400690001 | Ladda upp en bild av detta fornminne      |
| Alskog 69:2                            | Husgrund, förhistorisk/medeltida |              | Alskog, Gotland     |       | 57.366480, 18.641332 | 10089400690002 | Ladda upp en bild av detta fornminne      |
| Alskog 69:3                            | Husgrund, förhistorisk/medeltida |              | Alskog, Gotland     |       | 57.366247, 18.640356 | 10089400690003 | Ladda upp en bild av detta fornminne      |
| Alskog 71:1                            | Husgrund, förhistorisk/medeltida |              | Alskog, Gotland     |       | 57.366706, 18.638683 | 10089400710001 | Ladda upp en bild av detta fornminne      |
| Alskog 71:2                            | Husgrund, förhistorisk/medeltida |              | Alskog, Gotland     |       | 57.367194, 18.638658 | 10089400710002 | Ladda upp en bild av detta fornminne      |
| Alskog 71:3                            | Husgrund, förhistorisk/medeltida |              | Alskog, Gotland     |       | 57.367123, 18.638977 | 10089400710003 | Ladda upp en bild av detta fornminne      |
| Alskog 72:1                            | Gravfält                         |              | Alskog, Gotland     |       | 57.366793, 18.638164 | 10089400720001 | Ladda upp en bild av detta fornminne      |
| Alskog 73:1                            | Husgrund, förhistorisk/medeltida |              | Alskog, Gotland     |       | 57.367765, 18.638188 | 10089400730001 | Ladda upp en bild av detta fornminne      |
| Alskog 73:2                            | Husgrund, förhistorisk/medeltida |              | Alskog, Gotland     |       | 57.368463, 18.637682 | 10089400730002 | Ladda upp en bild av detta fornminne      |
| Alskog 76:2                            | Brunn/kallkälla                  |              | Alskog, Gotland     |       | 57.371232, 18.637706 | 10089400760002 | Ladda upp en bild av detta fornminne      |
| Alskog 78:1                            | Husgrund, förhistorisk/medeltida |              | Alskog, Gotland     |       | 57.370294, 18.641228 | 10089400780001 | Ladda upp en bild av detta fornminne      |
| Alskog 78:2                            | Husgrund, förhistorisk/medeltida |              | Alskog, Gotland     |       | 57.369777, 18.641010 | 10089400780002 | Ladda upp en bild av detta fornminne      |
| Alskog 79:1                            | Husgrund, förhistorisk/medeltida |              | Alskog, Gotland     |       | 57.372481, 18.641491 | 11000000000060 | Ladda upp en bild av detta fornminne      |
| Alskog 83:1                            | Gravfält                         |              | Alskog, Gotland     |       | 57.365497, 18.640535 | 10089400830001 | Ladda upp en bild av detta fornminne      |
| Alskog 85:1                            | Hällristning                     |              | Alskog, Gotland     |       | 57.365740, 18.638905 | 11100000000410 | Ladda upp en bild av detta fornminne      |
| Alskog 85:2                            | Hällristning                     |              | Alskog, Gotland     |       | 57.365740, 18.638905 | 11100000000411 | Ladda upp en bild av detta fornminne      |
| Alskog 91:1                            | Stensättning                     |              | Alskog, Gotland     |       | 57.341275, 18.685025 | 10089400910001 | Ladda upp en bild av detta fornminne      |
| Alskog 91:2                            | Stensättning                     |              | Alskog, Gotland     |       | 57.341220, 18.685276 | 10089400910002 | Ladda upp en bild av detta fornminne      |
| Alskog 92:1                            | Grav- och boplatsområde          |              | Alskog, Gotland     |       | 57.334773, 18.684907 | 10089400920001 | Ladda upp en bild av detta fornminne      |
| Alskog 95:1                            | Husgrund, förhistorisk/medeltida |              | Alskog, Gotland     |       | 57.360433, 18.590231 | 10089400950001 | Ladda upp en bild av detta fornminne      |
| Alskog 95:6                            | Husgrund, förhistorisk/medeltida |              | Alskog, Gotland     |       | 57.360610, 18.591880 | 10089400950006 | Ladda upp en bild av detta fornminne      |
| Alskog 104:1                           | Husgrund, förhistorisk/medeltida |              | Alskog, Gotland     |       | 57.324564, 18.635184 | 10089401040001 | Ladda upp en bild av detta fornminne      |
| Alskog 119:1                           | Stensättning                     |              | Alskog, Gotland     |       | 57.322185, 18.608299 | 10089401190001 | Ladda upp en bild av detta fornminne      |
| Alskog 119:2                           | Stensättning                     |              | Alskog, Gotland     |       | 57.322290, 18.608438 | 10089401190002 | Ladda upp en bild av detta fornminne      |
| Alskog 119:3                           | Stensättning                     |              | Alskog, Gotland     |       | 57.322342, 18.608091 | 10089401190003 | Ladda upp en bild av detta fornminne      |
| Alskog 120:1                           | Stenkrets                        |              | Alskog, Gotland     |       | 57.324020, 18.603854 | 10089401200001 | Ladda upp en bild av detta fornminne      |
| Alskog 121:1                           | Stenkrets                        |              | Alskog, Gotland     |       | 57.325991, 18.605313 | 10089401210001 | Ladda upp en bild av detta fornminne      |
| Alskog 122:1                           | Stensättning                     |              | Alskog, Gotland     |       | 57.334645, 18.634147 | 10089401220001 | Ladda upp en bild av detta fornminne      |
| Alskog 126:1                           | Husgrund, förhistorisk/medeltida |              | Alskog, Gotland     |       | 57.328952, 18.648082 | 11000000000077 | Ladda upp en bild av detta fornminne      |
| Alskog 128:5                           | Brunn/kallkälla                  |              | Alskog, Gotland     |       | 57.332955, 18.644159 | 10089401280005 | Ladda upp en bild av detta fornminne      |
| Alskog 128:6                           | Husgrund, förhistorisk/medeltida |              | Alskog, Gotland     |       | 57.333063, 18.645206 | 11000000000080 | Ladda upp en bild av detta fornminne      |
| Alskog 133:1                           | Husgrund, förhistorisk/medeltida |              | Alskog, Gotland     |       | 57.337217, 18.667230 | 10089401330001 | Ladda upp en bild av detta fornminne      |
| Alskog 137:1                           | Röse                             |              | Alskog, Gotland     |       | 57.327295, 18.666305 | 10089401370001 | Ladda upp en bild av detta fornminne      |
| Alskog 137:2                           | Stensättning                     |              | Alskog, Gotland     |       | 57.327085, 18.666514 | 10089401370002 | Ladda upp en bild av detta fornminne      |
| Alskog 138:1                           | Röse                             |              | Alskog, Gotland     |       | 57.327321, 18.669438 | 10089401380001 | Ladda upp en bild av detta fornminne      |
| Alskog 140:1                           | Stensättning                     |              | Alskog, Gotland     |       | 57.330969, 18.670297 | 10089401400001 | Ladda upp en bild av detta fornminne      |
| Alskog 141:1                           | Stensättning                     |              | Alskog, Gotland     |       | 57.331824, 18.671054 | 10089401410001 | Ladda upp en bild av detta fornminne      |
| Alskog 142:1                           | Stensättning                     |              | Alskog, Gotland     |       | 57.338899, 18.688264 | 10089401420001 | Ladda upp en bild av detta fornminne      |
| Alskog 144:1                           | Stensättning                     |              | Alskog, Gotland     |       | 57.337543, 18.690681 | 10089401440001 | Ladda upp en bild av detta fornminne      |
| Alskog 145:1                           | Stensättning                     |              | Alskog, Gotland     |       | 57.340712, 18.691847 | 10089401450001 | Ladda upp en bild av detta fornminne      |
| Alskog 145:2                           | Stensättning                     |              | Alskog, Gotland     |       | 57.340794, 18.691816 | 10089401450002 | Ladda upp en bild av detta fornminne      |
| Alskog 150:1                           | Husgrund, förhistorisk/medeltida |              | Alskog, Gotland     |       | 57.349846, 18.675877 | 10089401500001 | Ladda upp en bild av detta fornminne      |
| Alskog 150:2                           | Husgrund, förhistorisk/medeltida |              | Alskog, Gotland     |       | 57.349784, 18.676103 | 10089401500002 | Ladda upp en bild av detta fornminne      |
| Alskog 151:1                           | Stensättning                     |              | Alskog, Gotland     |       | 57.351960, 18.676141 | 10089401510001 | Ladda upp en bild av detta fornminne      |
| Alskog 151:2                           | Stensättning                     |              | Alskog, Gotland     |       | 57.352074, 18.675967 | 10089401510002 | Ladda upp en bild av detta fornminne      |
| Alskog 151:3                           | Stensättning                     |              | Alskog, Gotland     |       | 57.351984, 18.676540 | 10089401510003 | Ladda upp en bild av detta fornminne      |
| Alskog 152:1                           | Röse                             |              | Alskog, Gotland     |       | 57.352478, 18.675115 | 10089401520001 | Ladda upp en bild av detta fornminne      |
| Alskog 153:1                           | Gravfält                         |              | Alskog, Gotland     |       | 57.356190, 18.671881 | 10089401530001 | Ladda upp en bild av detta fornminne      |
| Alskog 154:1                           | Gravfält                         |              | Alskog, Gotland     |       | 57.355183, 18.673939 | 10089401540001 | Ladda upp en bild av detta fornminne      |
| Alskog 156:2                           | Stensättning                     |              | Alskog, Gotland     |       | 57.354191, 18.671975 | 10089401560002 | Ladda upp en bild av detta fornminne      |
| Alskog 159:2                           | Stensättning                     |              | Alskog, Gotland     |       | 57.354816, 18.670519 | 10089401590002 | Ladda upp en bild av detta fornminne      |
| Alskog 160:1                           | Stensättning                     |              | Alskog, Gotland     |       | 57.356586, 18.669337 | 10089401600001 | Ladda upp en bild av detta fornminne      |
| Alskog 161:1                           | Gravfält                         |              | Alskog, Gotland     |       | 57.357699, 18.667247 | 10089401610001 | Ladda upp en bild av detta fornminne      |
| Alskog 162:1                           | Stensättning                     |              | Alskog, Gotland     |       | 57.358116, 18.671859 | 10089401620001 | Ladda upp en bild av detta fornminne      |
| Alskog 166:1                           | Stensättning                     |              | Alskog, Gotland     |       | 57.342075, 18.690710 | 10089401660001 | Ladda upp en bild av detta fornminne      |
| Alskog 170:1                           | Stenkrets                        |              | Alskog, Gotland     |       | 57.337983, 18.677291 | 10089401700001 | Ladda upp en bild av detta fornminne      |
| Alskog 171:1                           | Gravfält                         |              | Alskog, Gotland     |       | 57.341299, 18.683220 | 10089401710001 | Ladda upp en bild av detta fornminne      |
| Alskog 174:1                           | Stensättning                     |              | Alskog, Gotland     |       | 57.351414, 18.652500 | 10089401740001 | Ladda upp en bild av detta fornminne      |
| Alskog 174:2                           | Stensättning                     |              | Alskog, Gotland     |       | 57.350972, 18.652259 | 10089401740002 | Ladda upp en bild av detta fornminne      |
| Alskog 179:1                           | Stensättning                     |              | Alskog, Gotland     |       | 57.329061, 18.664860 | 10089401790001 | Ladda upp en bild av detta fornminne      |
| Gårdsgravfältet i Fjäle (Alskog 181:1) | Gravfält                         |              | Alskog, Gotland     |       | 57.388421, 18.615174 | 10089401810001 | Ladda upp en till bild av detta fornminne |
| Alskog 183:1                           | Röse                             |              | Alskog, Gotland     |       | 57.368309, 18.630067 | 10089401830001 | Ladda upp en bild av detta fornminne      |
| Alskog 183:2                           | Stensättning                     |              | Alskog, Gotland     |       | 57.368297, 18.629859 | 10089401830002 | Ladda upp en bild av detta fornminne      |
| Alskog 183:3                           | Stensättning                     |              | Alskog, Gotland     |       | 57.368386, 18.629915 | 10089401830003 | Ladda upp en bild av detta fornminne      |
| Alskog 186:1                           | Stensättning                     |              | Alskog, Gotland     |       | 57.364455, 18.640552 | 10089401860001 | Ladda upp en bild av detta fornminne      |
| Alskog 186:2                           | Stensättning                     |              | Alskog, Gotland     |       | 57.364343, 18.640506 | 10089401860002 | Ladda upp en bild av detta fornminne      |
| Alskog 187:1                           | Husgrund, förhistorisk/medeltida |              | Alskog, Gotland     |       | 57.361777, 18.591992 | 11000000000094 | Ladda upp en bild av detta fornminne      |
| Alskog 187:2                           | Husgrund, förhistorisk/medeltida |              | Alskog, Gotland     |       | 57.362104, 18.592124 | 11000000000095 | Ladda upp en bild av detta fornminne      |
| Alskog 191:1                           | Husgrund, förhistorisk/medeltida |              | Alskog, Gotland     |       | 57.326010, 18.631161 | 10089401910001 | Ladda upp en bild av detta fornminne      |
| Alskog 195:1                           | Stensättning                     |              | Alskog, Gotland     |       | 57.349824, 18.622524 | 10089401950001 | Ladda upp en bild av detta fornminne      |
| Alskog 195:2                           | Stensättning                     |              | Alskog, Gotland     |       | 57.349894, 18.622313 | 10089401950002 | Ladda upp en bild av detta fornminne      |
| Alskog 195:3                           | Stensättning                     |              | Alskog, Gotland     |       | 57.349982, 18.622142 | 10089401950003 | Ladda upp en bild av detta fornminne      |
| Alskog 195:4                           | Stensättning                     |              | Alskog, Gotland     |       | 57.349970, 18.622482 | 10089401950004 | Ladda upp en bild av detta fornminne      |
| Alskog 199:1                           | Stensättning                     |              | Alskog, Gotland     |       | 57.347975, 18.624524 | 10089401990001 | Ladda upp en bild av detta fornminne      |
| Alskog 200:1                           | Gravfält                         |              | Alskog, Gotland     |       | 57.349852, 18.626890 | 10089402000001 | Ladda upp en bild av detta fornminne      |
| Alskog 203:1                           | Stensättning                     |              | Alskog, Gotland     |       | 57.350034, 18.630721 | 10089402030001 | Ladda upp en bild av detta fornminne      |
| Alskog 203:2                           | Stensättning                     |              | Alskog, Gotland     |       | 57.349973, 18.631410 | 10089402030002 | Ladda upp en bild av detta fornminne      |
| Alskog 211:1                           | Stensättning                     |              | Alskog, Gotland     |       | 57.359650, 18.667696 | 10089402110001 | Ladda upp en bild av detta fornminne      |
| Alskog 218:1                           | Hällristning                     |              | Alskog, Gotland     |       | 57.335922, 18.644092 | 11100000000607 | Ladda upp en bild av detta fornminne      |
| Alskog 218:2                           | Hällristning                     |              | Alskog, Gotland     |       | 57.335864, 18.644258 | 11100000000608 | Ladda upp en bild av detta fornminne      |
| Alskog 224:1                           | Husgrund, förhistorisk/medeltida |              | Alskog, Gotland     |       | 57.329277, 18.629595 | 11000000000100 | Ladda upp en bild av detta fornminne      |
| Alskog 225:1                           | Hällristning                     |              | Alskog, Gotland     |       | 57.316653, 18.682559 | 11100000000609 | Ladda upp en bild av detta fornminne      |
| Alskog 231:1                           | Hällristning                     |              | Alskog, Gotland     |       | 57.347614, 18.634521 | 10089402310001 | Ladda upp en bild av detta fornminne      |
| Alskog 239:1                           | Röse                             |              | Alskog, Gotland     |       | 57.324255, 18.643512 | 10089402390001 | Ladda upp en bild av detta fornminne      |
| Alskog 241:1                           | Röse                             |              | Alskog, Gotland     |       | 57.321444, 18.653327 | 10089402410001 | Ladda upp en bild av detta fornminne      |
| Alskog 243:1                           | Hög                              |              | Alskog, Gotland     |       | 57.341694, 18.666538 | 10089402430001 | Ladda upp en bild av detta fornminne      |
| Alskog 244:1                           | Stensättning                     |              | Alskog, Gotland     |       | 57.344641, 18.674902 | 10089402440001 | Ladda upp en bild av detta fornminne      |
| Alskog 247:1                           | Stensättning                     |              | Alskog, Gotland     |       | 57.348776, 18.677030 | 10089402470001 | Ladda upp en bild av detta fornminne      |
| Alskog 248:1                           | Stensättning                     |              | Alskog, Gotland     |       | 57.342022, 18.691785 | 10089402480001 | Ladda upp en bild av detta fornminne      |
| Alskog 252:1                           | Stensättning                     |              | Alskog, Gotland     |       | 57.353003, 18.652368 | 10089402520001 | Ladda upp en bild av detta fornminne      |
| Alskog 258:1                           | Stensättning                     |              | Alskog, Gotland     |       | 57.353484, 18.674408 | 10089402580001 | Ladda upp en bild av detta fornminne      |
| Alskog 271:1                           | Stensättning                     |              | Alskog, Gotland     |       | 57.358276, 18.666783 | 10089402710001 | Ladda upp en bild av detta fornminne      |
| Alskog 272:1                           | Stensättning                     |              | Alskog, Gotland     |       | 57.355055, 18.672271 | 10089402720001 | Ladda upp en bild av detta fornminne      |
| Garde 102:1                            | Hällristning                     |              | Alskog, Gotland     |       | 57.318323, 18.599731 | 11100000000654 | Ladda upp en bild av detta fornminne      |